# ビアトリクス・ポター
- ビアトリクス・ポッター
- ベアトリクス・ポター
- ベアトリクス・ポッター
- ビアトリックス・ポッター
- ビアトリックス・ポター
- ベアトリックス・ポッター
- ベアトリックス・ポター

ヘレン・ビアトリクス・ポター（英: Helen Beatrix Potter [ˈbiːətrɪks ˈpɒtə] 、1866年7月28日 - 1943年12月22日）は、ピーターラビットの生みの親として知られるイギリスの絵本作家。ヴィクトリア時代の上位中産階級に生まれ、遊び相手も少ない孤独な環境で育つ。教育は家庭で行われ生涯学校に通うことはなかった。幼いころから絵を描くことを好み、多くのスケッチを残している。さまざまな動物をペットとして飼育し、キノコにも興味を持ち学会に論文を提出したこともあった。絵本作家としての原点は、1902年に出版された『ピーターラビットのおはなし』で、これは元家庭教師の子どもに描いて送った手紙が元になっている。39歳で婚約するが、わずか1か月後に婚約相手が死去する。その後、たびたび絵本にも登場する湖水地方において念願の農場を手に入れ、47歳で結婚した。結婚後は創作活動も少なくなり農場経営と自然保護に努めた。死後、遺灰はヒル・トップに散骨されている。
創作活動の期間は十数年と長いものではなかったが、ピーターラビットの絵本シリーズは児童文学の古典として、世界各国で親しまれている。持ち前の観察力により生き生きとした動物を描き、秀れた絵と文で構成された作品の裏側にはポターの束縛と抑圧からの解放、自由への憧れが込められていると見るものもいる。自身のプライバシーを守ることに厳しく、散骨場所は夫にさえ教えなかったため不明となっている。関連商品の販売を提案、積極的な著作権の管理など実際家としての一面も持つ。湖水地方特有の羊、ハードウィック種の保護、育成に尽力し、羊の品評会では数々の賞を獲得するなど畜産家としても成功を収めた。生前から設立されて間もないナショナル・トラストの活動を支援しており、遺言によりナショナル・トラストに寄付された土地は4000エーカー以上であった。

## 生涯

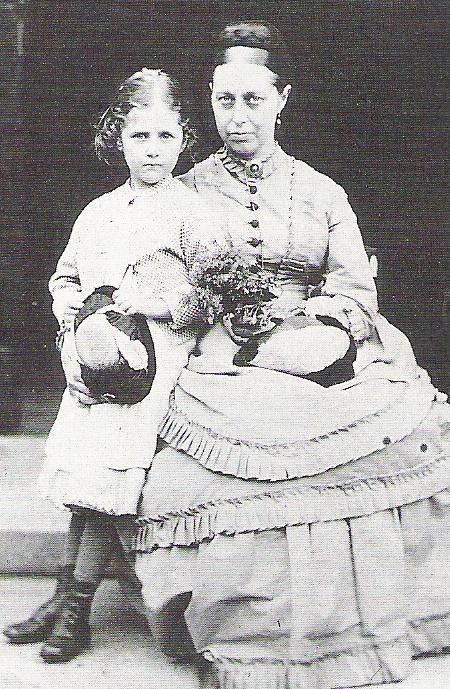
母親のヘレンと幼い頃のビアトリクス。父親のルパートによる撮影。

### 誕生
ヘレン・ビアトリクス・ポターは1866年7月28日に、ロンドンのサウス・ケンジントン、ボルトン・ガーデンズ2番地において、父ルパートと母ヘレンの長女として生まれた。当時は産業革命が起こり、イギリスは世界の工場と呼ばれた時代であった。ビアトリクスは、この時代に台頭してきた上位中産階級の裕福な家庭に生まれている。父方の祖父であるエドマンドは世界最大のキャラコ捺染工場の経営者であり、国会議員にもなった人物であった。母方の家系も木綿で財を成しており、ビアトリクスが生まれたころは5人の使用人を雇っており、さらに幼いビアトリクスのために新しく乳母（ナース）を雇い入れている。ビアトリクスのファーストネームは母親と同じヘレンであったため、彼女はセカンドネームのビアトリクスで呼ばれ、親しい者にはBと呼ばれていた。
父親のルパートは法廷弁護士の資格を取得していたが、弁護士としての仕事は一切せずに紳士クラブに通い、趣味に明け暮れる毎日であった。父は当時実用になり始めた写真を趣味としており、このおかげで幼い頃のビアトリクスの写真も残されている。また『オフィーリア』で著名な画家、ジョン・エヴァレット・ミレーとも親しくしており、ミレーのために背景用の風景写真やモデルの撮影を行っている。ミレーが自身の孫を描いた『しゃぼん玉』はルパートの写真を参考に制作されている。ビアトリクスは少女のころミレーに絵を見てもらったことがあり、ミレーはポターに対し「絵の描ける人間は多いが、あなたと私の息子ジョンには観察力がある」と評価している。
両親はともにキリストの神性を信じないユニテリアン派キリスト教徒であった。そのためクリスマスは寂しくつまらないものであったようで、他家のクリスマスをうらやむ描写がポターの日記に存在する。ロンドンにあった4階建ての生家は、第二次世界大戦のときに爆撃を受けたため破壊されてしまい、跡地にはバウスフィールド小学校 (Bousfield Primary School) が建っている。

### 少女時代
ビアトリクスは乳母と家庭教師（ガヴァネス）によって教育され、4階の子ども部屋から階下の両親に会いに来るのは特別なときか「おやすみなさい」を言うときだけであった。親が認めない子と遊ぶことも許されないため、ビアトリクスは弟のバートラムが生まれる5歳までは、遊び相手が存在しなかった。しかしこれは当時の中流階級の家庭では特段珍しいものではなかった。良家の女児は学校へは行かず、家庭教師によって教育が行われることが一般的であり、ポターもまた例外ではなかった。一度も学校に通わなかったポターであったが、後年「学校に行かなくて良かった。行っていれば独自性が潰されてしまっていただろう」と述べており、学校に行けなかったことを後悔する節はない。少女時代は飼っているペットを観察しスケッチに残すか、他の何かの絵を描いていることが多かった。孤独で変化に乏しい毎日であったがポターは従順にそれを受け入れている。しかし、成長するにつれ抑圧された自我は吐け口を求め、15歳から31歳まで独自の暗号を使った日記に日々のことを書き綴っている。どこかに出かけた話や、誰かから聞いたジョーク、出会った人物の批評、時事問題などさまざまなことが記されており、非常に細かなところまで詳細に記されており、ポターが若い頃から鋭い観察眼を持った女性であったことがわかる。この暗号日記はポターの死後10年以上も解読されずにいたが、1958年にレズリー・リンダーが解読に成功しており、それまで不明だったポターの若いころのことが一挙に明らかになっている。日記の内容はわざわざ暗号にするほどのものではなく、なぜ暗号を使ったかについてはさまざまな考察があるが、猪熊葉子や灰島かりは、抑圧された環境で自我を形成していく上で、秘密を持つことそのものが重要だったのではないかとしている。

### 湖水地方との出会い

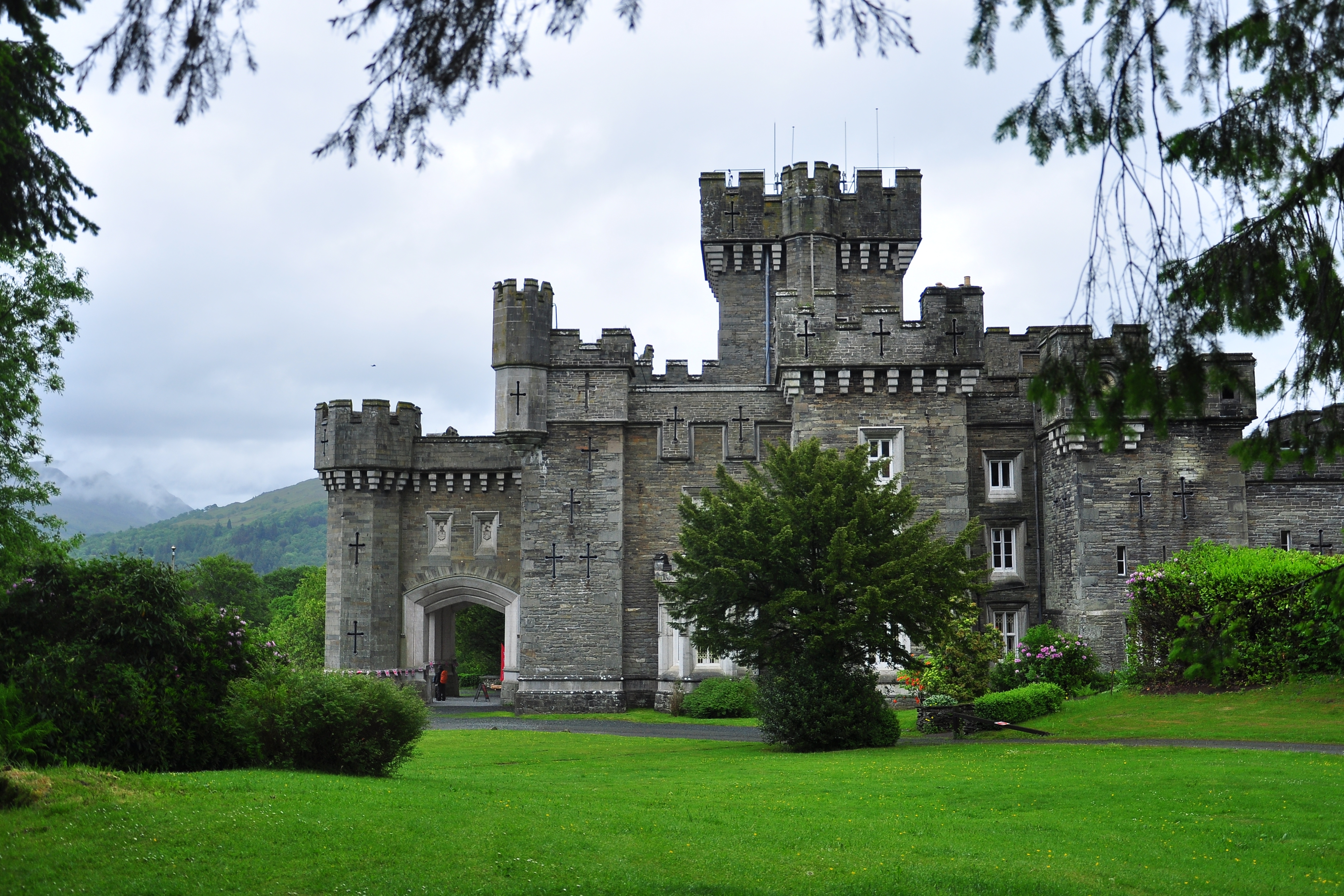
1882年の避暑地として利用されたレイ・カースル

ポター家は毎年夏になるとスコットランドの避暑地へ行き、3か月から4か月ほど過ごしていた。しかし、1882年に避暑地のオーナーが変わり家賃を値上げしてきたため、新しい避暑地を探すこととなった。一家はスコットランドを諦め、イングランド北部の湖水地方、ウィンダミア湖の湖畔に建つレイ・カースルという城のような大きな屋敷を借りることにした。これが後にポターと深いつながりを持つ湖水地方との最初の出会いとなった。作家として、また自然保護運動家としてのポターに大きな影響を与えたハードウィック・ローンズリーにもこの時に出会っている。社交的な父、ルパートは常に客と会話を楽しんでいたが、その中に地区の教区牧師であったローンズリーもいた。ローンズリーは牧師をつとめるうちに湖水地方の美しい自然を愛するようになり、ナショナル・トラストの前身である湖水地方防衛協会を準備しているところであった。18世紀に始まった産業革命が自然の破壊をもたらし、これに危機感を持った人々が自然を保護し次世代へ伝えようとする運動が起こり始めた時代であった。ローンズリーも危機感を持った人間の一人で、鉄道の敷設や大型四輪馬車道路の建設などに反対運動を起こしていた。ローンズリーが語る自然保護の理想にポターは賛同していった。父ルパートも大いに共感し、後の1895年にローンズリーらが設立したナショナル・トラストの第1号終身会員となっている。

### 生物の研究・観察
ポターは幼いころから自分の部屋でペットを飼い、動物たちを観察しスケッチに残してきた。時には死んだ動物を解剖したり剥製にして骨格を観察することすらあった。博物館に行き化石のスケッチも多く残したが、ポターが特に興味を惹かれたのは菌類、キノコであった。当時のイギリスでは各家庭に顕微鏡が存在するほど、一般市民の間で博物学の大流行が起きていた。女性の高等教育はまだ一般的ではなく、ようやくその必要性が認められはじめた時代であったが、女性がキノコの観察やスケッチを行うのはそれほど珍しいことではなかった。ポターはキノコの精緻なスケッチを描き続け、叔父にあたる化学者ヘンリー・ロスコーの計らいにより、ついにはキュー王立植物園で自由に観察・研究できるようになった。他の研究者もポターを歓迎していたが、ポターが胞子の培養に成功すると態度は突然冷たくなっていった。アマチュアとしての研究ならば女性であっても認められていたが、大多数の専門家はポターのようなアマチュア研究者が自分たちの領域に入り込むことを疎ましく思っていた。王立植物園から疎外されたポターは、ロスコーの勧めもあって1897年に「ハラタケ属の胞子発生について―ミス・ヘレン・B・ポター」と題した論文をロンドン・リンネ学会に提出した。しかし女性が学会に参加することは認められず、論文は植物園副園長が代理で読み上げた。一説にはタイトルだけしか読み上げられなかったともいわれている。ポターは日記にその無念さを書き残している。ポターはその後もキノコの研究を続けたが、やがて研究からは遠ざかっていった。『ピーターラビットの野帳』の著者、アン・スチーブンソン・ホッブスは1900年以降にはキノコがスケッチにほとんど登場していないと指摘している。もし、こうした事件が起こらなければポターは研究者として名を残したかもしれず、ピーターラビットも生まれなかったという者もいる。彼女が残した絵は、死後の1967年に発行された『路傍と森林の菌類 (Wayside and woodland Fungi) 』に挿画として使われている。1997年の4月にリンネ学会は、性差別があったことを公式に謝罪した。

### 絵本作家

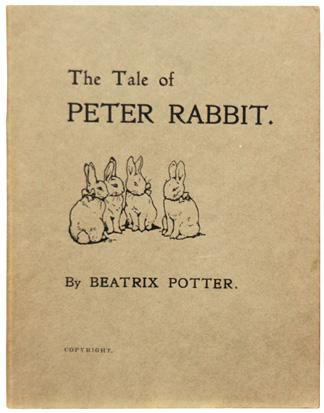
1901年に発行された私家版『ピーターラビットのおはなし』

ポターが自身の作品で初めて収入を得たのは、ポターがまだキノコに夢中になっているころの1890年であった。印刷機の購入資金について難儀していたポターは叔父のロスコーに相談し、親族らに贈っていたクリスマスカードを販売するよう助言を受けた。ポターは、ベンジャミン・バウンサー（ベンジャミン・バニー）と名づけたペットのベルギーウサギをモデルに6枚のカードをデザインした。出版社に持ち込んだ絵は1社には断られたものの、次の出版社はポターのイラストにその場で6ポンドを支払った。結局ポターの作品はクリスマスと新年用のカード、それとフレデリック・ウェザリーの詩集『幸せな二人づれ (A Happy Pair) 』の挿絵として使われた。ポターはこの結果を喜び、モデルとなってくれたベンジャミンに麻の実をカップ一杯与えている。

自信をつけたポターは出版社数社にスケッチや小型本を送ったが、これは出版には至らなかった。ポターの最初の本『ピーターラビットのおはなし』は子どもに宛てた手紙がきっかけとなって出版された。ポターは自分の元家庭教師アニー・ムーア（旧姓カーター）とその家族と親しくしており、たびたびムーア家の子どもたちに絵手紙を送っていた。1893年9月4日にはアニーの5歳の男の子ノエルにウサギの話を送っている。
ポターはアニーの勧めもあり、これらの話を本として出版することに決め、親しくしていたローンズリーに出版について相談した。ローンズリーは詩作などの創作活動も行っていたことから出版社に顔が広く、ポターの作品は彼が紹介した出版社、少なくとも6社に持ち込まれた。ポターは小型本での発行を望み、また子どもが購入できるよう安価にしたいと考えていたが、それは出版社の望むところではなく、出版の承諾はひとつたりとも得られなかった。ポターは自費出版することに決め、1901年12月16日に初版250部が完成した。完成した『ピーターラビットのおはなし (The Tale of Peter Rabbit) 』は知人や親戚にクリスマスプレゼントとして贈り、残ったものは1冊1シリングに郵送料を加えた価格で販売した。この小さな本は評判となり1、2週間で売切れてしまった。購入者にはアーサー・コナン・ドイルもおり、内容について高い評価を与えている。追加で200部が増刷され、その後一部語句を改め表紙の色を変えた1902年2月版を発行した。
ローンズリーはこの間、商業的に出版できる会社を探し出そうとしており、ポターの散文を自身の韻文に改めて出版社に持ち込んでいた。ローンズリーの持ち込んだフレデリック・ウォーン社は絵本作家のレズリー・ブルックに相談し、「成功間違いなし」との返答を得ると、『ピーターラビットのおはなし』の出版を引き受けることとなった。ただし韻文から散文に戻すことと、挿絵を30点に絞り全てカラーにすることが条件であった。1902年10月2日、『ピーターラビットのおはなし』の初版8,000部が発行された。初版は1シリングの厚紙装丁版と1シリング6ペンスのクロース装丁版が存在した。8,000部は予約で売り切れ、年内に2度増刷し、1903年末までには5万部を売り上げる結果となった。ウォーン社はアメリカで出版する際に版権を取らなかったため、1904年には海賊版が出回る事態となっている。
ポターはアニーの別の子どもに、仕立て屋の話をクリスマスプレゼントとして贈っていた。ポターはこの話も本にすることに決めたが、まだ『ピーターラビットのおはなし』の結果が出ていないことと、自分の望む形の内容で出版したかったことから、またも自費出版で出すことに決めた。1902年5月に『グロースターの仕たて屋』は500部印刷された。ウォーン社は内容に少し手を加え、第3作目の『りすのナトキンのおはなし』とともに1903年に出版した。これ以降、およそ年に2冊の割合でポターの作品がウォーン社から出版されるようになる。

### ノーマン・ウォーン
フレデリック・ウォーン社は創業者の息子3人によって経営される家族経営の会社であった。ポターと連絡を取り合っていたのは一番下のノーマン・ウォーンであった。ノーマンとは毎日のように手紙のやり取りを交わしており、ウォーン社にもたびたび出向いていたため、ポターはウォーン家と親しくなっていった。ポターにとって実家は窮屈で居心地が良くなかったこともウォーン家に親しみを感じる一因となった。次第にポターとノーマンはお互いに惹かれあうようになり、ノーマンが営業で会社を離れているときは、ポターはウォーン社とまともに連絡を取り合おうとしない有様だった。二人の親密さは深まる一方であったがポターの母ヘレンは快く思ってはいなかった。『2ひきのわるいねずみのおはなし』に登場する人形の家をスケッチするため、ノーマンとポターは2人で出かけることを計画したが、ポターの母親は2人だけの外出を許そうとはせず、結局スケッチは写真を見て行うことになった。母親の束縛に落胆するポターであったが、本の売れ行きは順調であったのでいつか自立できるに違いないと将来を明るく考えてもいた。
1905年7月25日ノーマンからポターへ結婚を申し込む手紙が届いた。無論ポターはこのプロポーズを喜んだが、ポターの両親の反応は全く違うものであった。両親は自分たちの娘が商売人と結婚するようなことを認めなかった。自分たちの先祖も商人であったにもかかわらず、家の格が違うことを気にしたのである。しかし、ポターも当時39歳であり決意も固く、両親の反対を押し切りプロポーズを受けることにした。ただし両親が条件として出した「婚約のことはごく限られたものだけにしか知らせず、ノーマンの兄弟にも知らせない」という約束を守らねばならなかった。ところがプロポーズの手紙から1か月後の8月25日、ノーマンはリンパ性白血病のため37歳でこの世を去った。ポターは悲しみに暮れたが秘密の婚約であったため、誰にもその胸の内を明かすことはできなかった。

### 湖水地方生活

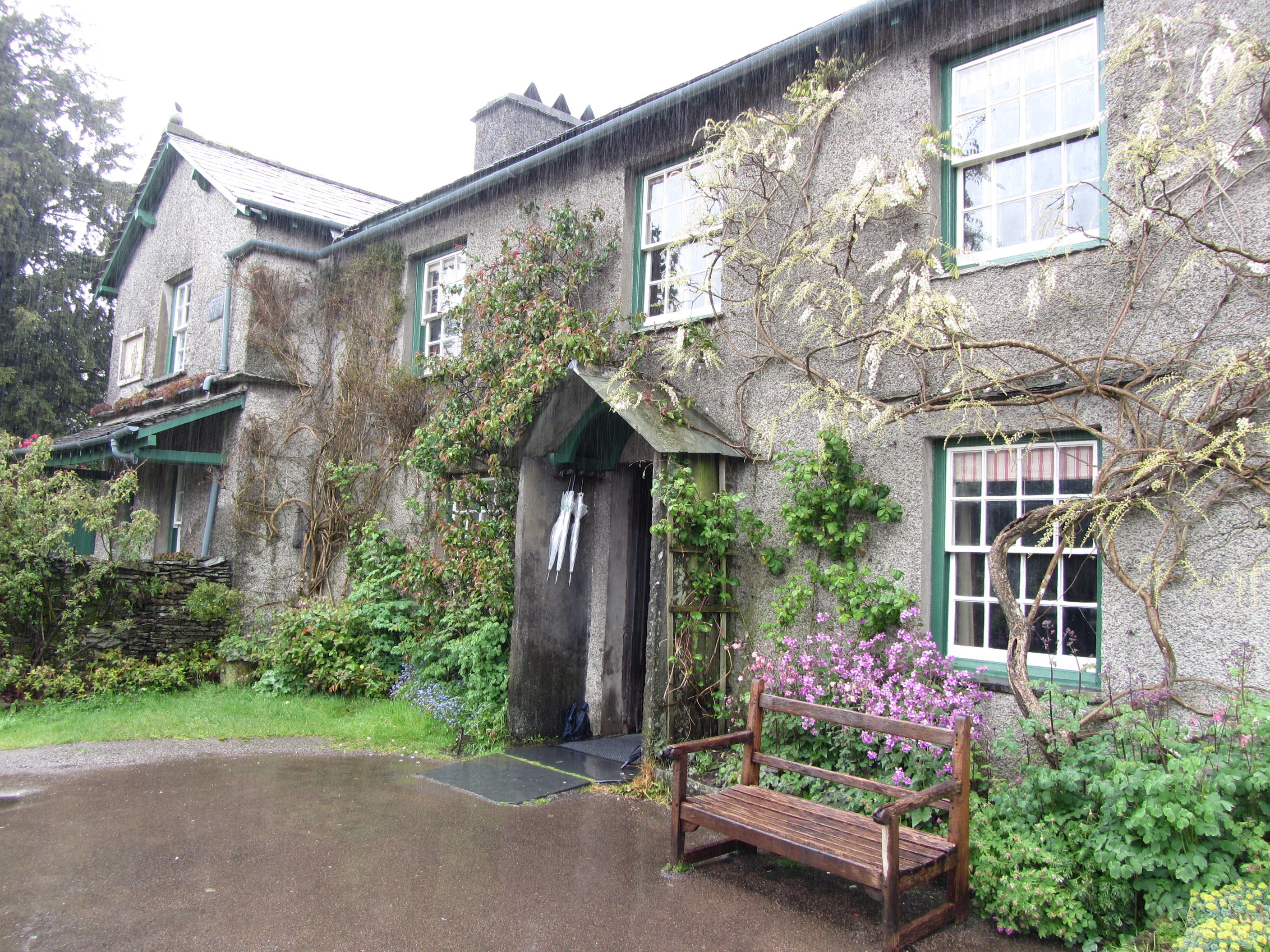
ニア・ソーリーのヒル・トップ農場

フィアンセを失ったポターであったが、思い切って湖水地方のニア・ソーリーにあるヒル・トップの農場を購入することに決めた。以前に湖水地方に来たときからニア・ソーリーを気に入っており、いつか物件を購入したいと願っていたのである。また当時の日記には、農場での仕事がノーマンの死の悲しみを癒してくれると記されている。このころの作品には湖水地方に実在する建物や人物がたびたび登場する。『こねこのトムのおはなし』ではヒル・トップの家や庭が舞台となっている。絵本は順調に売り上げを伸ばし印税収入も着実に増えてくると、ポターはナショナル・トラストを支援するため湖水地方の土地や建物を購入していった。不動産の購入だけでなく、水上飛行機の飛行場ができるという噂が立ったときは、抗議文を雑誌へ投稿したり、建設反対の署名運動も行っている。こうした自然保護活動のために購入した土地や建物が増えると、その管理には弁護士が必要となりポターはウィリアム・ヒーリスという弁護士に売買契約や諸手続きを依頼することにした。ヒーリスはポターの自然保護運動に共感し、不動産取引のやり取りが増えるにつれ二人の仲は深まり、ついに1912年6月ヒーリスはポターに結婚を申し込んだ。結婚について聞かされたポターの両親はまたしても格の違いを理由に結婚に反対した。このときポターは46歳であった。困り果てたポターを救ったのは弟のバートラムであった。スコットランドで農夫として生活していたバートラムは実は11年前に結婚しており、それを初めて家族に打ち明けたのであった。娘の結婚に対する反対はやがて弱まり、1913年10月15日にウィリアム・ヒーリスとビアトリクス・ポターはロンドンにあるセント・メアリー・アボット教区教会で結婚式を挙げた。
結婚の慌しい時期に作られたのが『こぶたのピグリン・ブランドのおはなし』である。この作品はポターには珍しく男女の愛が描かれた作品となっており、ポターは友人への手紙でこの作品のモデルは私たちではないと、わざわざ断りを入れている。しかしながら多くのものはこの作品をポターの幸せな日々と重ねて見ている。
ビアトリクスの結婚から1年も経たない、1914年5月8日に父のルパートが亡くなった。父親は癌に罹患しポターは見舞いのため4か月間で8度も実家とニア・ソーリーを往復している。残された母親のため、ポターはニア・ソーリーに新たに家を借り入れている。また、4年後の1918年には最愛の弟バートラムが農作業中に脳溢血で死去している。ポターはこの悲しみをローンズリーに手紙でつづっている。

### 創作活動
ポターとウォーン社とのやり取りは続いており、ノーマンの代わりに一番上の兄弟ハロルドがポターを担当していた。ハロルドとは作中の言葉をめぐって対立するなどノーマンほどの信頼関係は築けず、またウォーン社から金銭の支払いが滞ることがたびたび起こっていた。 支払いが滞っている原因はハロルドにあった。彼はウォーン社とは別に漁業会社も受け継いでおり、その運営のためにウォーン社の資金が流用されていた。ハロルドは資金調達のために詐欺も働いており、1917年に偽造罪で逮捕され出版業から追放されてしまった。ウォーン社の経営は次男のフルーイングがとることとなったが、ウォーン社は今にも倒産の危機にあった。ポターは『アプリィ・ダプリィのわらべうた』『こねこのトムのぬりえ帖』を提供し、ウォーン社の再建を手助けしている。
ポターはニア・ソーリーでの農村生活を楽しむ一方、創作活動への情熱は失われつつあった。理由のひとつには目が悪くなったこともあった。ニア・ソーリーに電気が通ったのは1933年のことで、それまでポターは目に負担のかかるロウソクやランプの明かりで制作を行っていた。また、農場経営にやりがいを見出したのも理由の一つであったかもしれない。そのような中、ニューヨーク公共図書館の児童図書責任者であり、児童文学評論家でもあるアン・キャロル・ムーアの来訪はポターを喜ばせた。ポターの作品は売り上げこそ良かったものの、その文学的評価はイギリスではまだ高くなく、権威ある立場のムーアが評価してくれたことはポターにとって大きな喜びと創作活動への刺激となった。新しいアメリカの友人ムーアとの出会いは『セシリ・パセリのわらべうた』の制作再開へとつながり、この本は1922年に出版された。
1929年には、ポターはアメリカの出版社デイヴィッド・マケイの要請に応えて『妖精のキャラバン』を出版した。蚊帳の外に置かれたウォーン社は不満を募らせ、次回作の『こぶたのロビンソン』はアメリカ・イギリス両方で発売されることになった。1932年には『妹アン』がまたアメリカのみで出版されたが、挿画はキャサリン・スタージスが担当した。この作品はポター自身も子ども向きとは思っておらず、友人のアン・キャロル・ムーアも手厳しく批評している。この年の冬に母親のヘレンが93歳で亡くなっている。

### 農場経営者

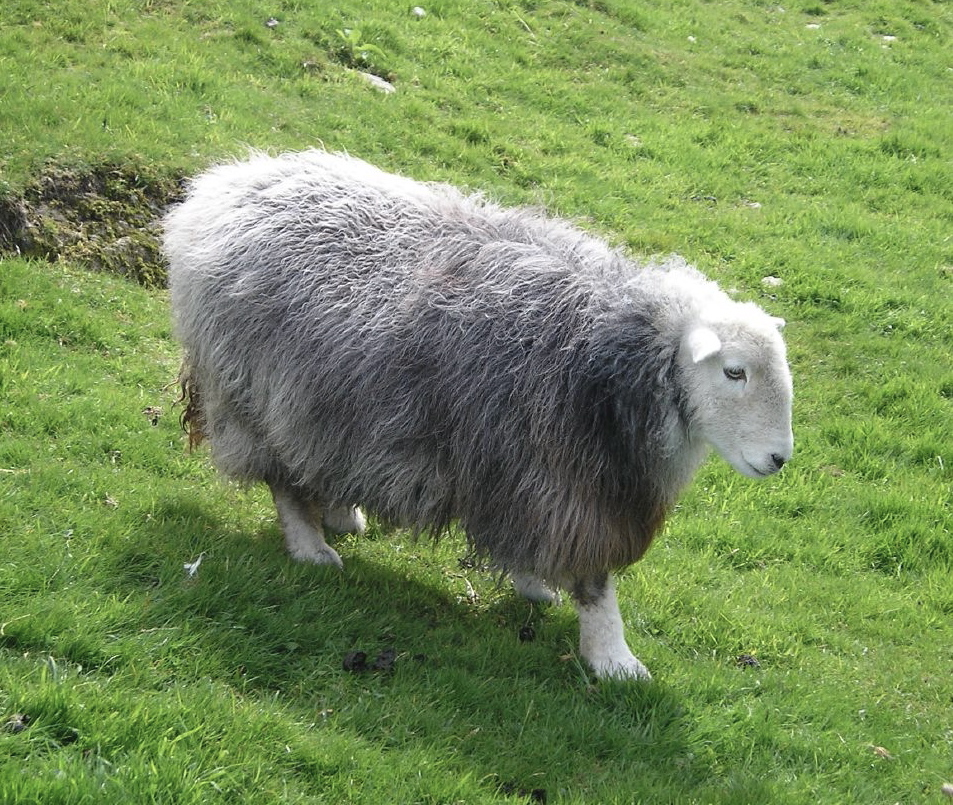
雌のハードウィック種

1924年には2,000エーカー以上の広さを持つ大農場トラウトベック・パークを購入した。ポターはこれ以外にもニア・ソーリーに3つの農場を所有しておりこの地方の大地主となった。ポターはトム・ストーリーという羊飼いを雇い、1927年にヒル・トップ農場の管理と品評会に出すヒツジの世話を行わせた。ヒル・トップの農場には湖水地方原産のハードウィック種が飼育されていた。ハードウィック種は個体数が減少しており、それを憂慮したローンズリーは1899年に「ハードウィック種綿羊飼育者協会」を設立し、保護に努めていた。ローンズリーを敬愛していたポターもハードウィック種の保護、育成に取り組んでいった。品評会では毎年数々の賞を勝ち取り、後の1943年にポターは「ハードウィック種綿羊飼育者協会」の次期会長に選出されている。ポターは就任前に死去してしまったが就任していれば初めての女性会長となっていた。

### 晩年
ポターは小さな頃から体が弱く、20代にはリウマチも患っていた。心臓も弱く晩年には「少女のころにリューマチ熱を患ってから、私の心臓は、一度も正常だったためしがないのです」と述べている。1938年には10日間入院することになり、その3か月後には子宮摘出の手術を受けている。術後の経過は順調で、ガールズガイドに77歳の誕生日を祝ってもらうこともあったが、1943年の11月からは気管支炎にかかり病床に臥した。1943年12月22日、死期が近いことを知ったポターはトム・ストーリーを呼びつけ、自分が死んだ後のことを託した。ポターはその晩に亡くなった。遺灰はポターの遺言どおりにストーリーがヒル・トップの丘に散骨した。
ポターの財産のほとんどは夫のウィリアムに残され、フレデリック・ウォーン社の株はノーマンの甥、フレデリック・ウォーン・スティーブンズに遺贈された。ポターの著作権や印税もウィリアムの死後は彼に譲られることになった。湖水地方の4000エーカー以上の土地と15の農場、そして建物はナショナル・トラストに寄贈された。ポターが初めて購入し、もっとも大事にしていた場所ヒル・トップは現状を維持し貸し出しをしないよう言い残している。散骨した場所はポターが秘密とすることを望んだため不明となっている。

## 研究
ビアトリクス・ポターはルイス・キャロルを除けば、その人物像や作品に対し研究が最も行われた児童文学者である。学術団体であるビアトリクス・ポター学会 (The Beatrix Potter Society）は1980年に設立されている。先駆的な研究を行った者としてマーガレット・レインとレズリー・リンダーが挙げられる。レインは1946年に最初のポターの伝記『 The Tale of Beatrix Potter 』を著した人物である。また、1978年に発行された『ビアトリクス・ポターの生涯』の著者でもある。リンダーはポター作品の書誌的研究や資料の収集整理、そして暗号日記の解読など、後のポター研究の礎を築き上げた。リンダーは元々エンジニアとして滑車装置の設計などを行っていたが、ある時教会の児童図書室の管理を任されたのを機にポター研究を開始した。リンダーが解読した日記は、ポターの管財人や出版社、またリンダー自身により、出版するには好ましくないと考えられた部分が削除されている。この削除については断り書きもなく、ほとんどのジョークが削除されたことでポターのユーモアセンスが見えなくなっていると、後にビアトリクス・ポター学会の代表を務めたジュディ・テイラーからの批判も出ており、テイラーはこれを補った改訂版を1989年に出版している。また、テイラーはポターの伝記を執筆する際にレインに連絡を取り未公表の資料を確認したが、レインの返信によれば新資料はこれ以上存在しないということであった。しかしテイラーが調査するにつれ、ポターと過ごした人物たちに聞き取りが行われていないことや、ウォーン社に残されていた手紙が見逃されていたことが明らかになっていった。これらの事実からテイラーは、結婚と同時に絵本作家としての「魔法の年月は終わった」というレインの見解を「ビアトリクスの創作の魔力は、依然として失われていませんでした」と否定している。
日本における研究ではビアトリクス・ポター学会初の日本人会員となった吉田新一が著名である。また、大東文化大学は英米文学科が中心となってビアトリクス・ポター資料館を運営している。2014年には大東文化大学の河野芳英の研究により、ポターは少女時代に二代目歌川広重の絵手本『諸職画通 三編』の表紙や浮世絵の模写を行っていることが明らかとなったが、作画に及ぼした影響は不明である。

## 人物

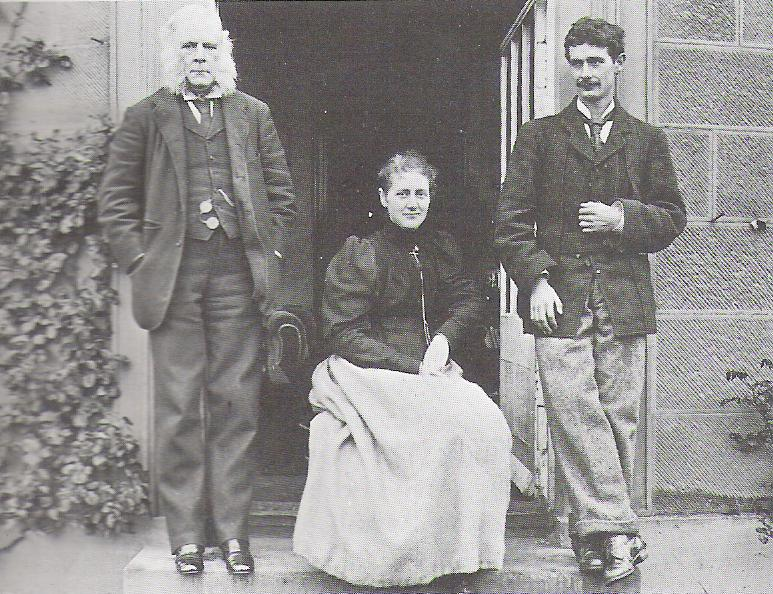
ビアトリクス・ポターと父ルパート、弟バートラム（1894年撮影）

### 家族関係とプライバシー
ポターは母親とはその最期まで疎遠な関係であったが父親との関係は良好であった。父のルパートは若い頃、法律の勉強の合間に気晴らしで絵を描くなど絵画にも強い興味を持っており、幼いころのポターに影響を与えたと思われる。弟のバートラムは幼いころは遊び相手として、また結婚を後押ししてくれた大事な家族であった。弟が姉より先に死んでしまったことについて、その悲しみをローンズリーへの手紙でつづっている。ポターは独立心が強く、親に縛られていた時期は陰鬱とした生活だったようで、ポターは後年になって生家のことを「私に愛されたことのない生家」と呼んでいる。抑圧された生活の中でポターは数々の名作絵本をつくりだしたが、結婚して独立してからはヒーリス夫人と名乗り、他人からもそう呼ばれることを望んでおり、猪熊葉子は「ビアトリクス・ポターの名前を惜しげもなく捨てた」と表現している。マーガレット・レインはただ名前が変わったのではなく、両親から自立し別の人間になったことの証だろうと述べている。
ポターはプライバシーを守ることに関しては徹底した人物であった。マーガレット・レインがポターの伝記の執筆許可を得るため手紙を書いたときは非常にそっけない返事が返ってきたという。ポターの死後、改めて夫のウィリアムに連絡を取ったレインは、ウィリアムは伝記の執筆を許可することが妻への裏切りになると考えているようだったと述べている。近所に住んでいたものの話では、ニア・ソーリーの家には隠し階段があり、好奇心で自分に近づく人間が玄関に来ると、隠し階段から逃げ出していたそうである。ナショナル・トラストへの寄付も匿名で行っていることが多く、手違いにより寄付者の名前が公表されてしまったときなどは、不快感をあらわにしている。ポターの遺灰は羊飼いのトム・ストーリーによってヒル・トップ農場に撒かれたが、その場所は秘密とされ、たとえ夫のウィリアムであっても教えてはならないと言いつけている。

### 読者との関係
ポターはイギリスの批評家とはほとんど手紙のやり取りをしたこともなく、アメリカの友人に宛てた手紙では、アメリカと違いイギリスでは児童文学が軽く見られていると書いている。アメリカからファンが来訪すると喜んで迎えたが、詮索好きなイギリス人に対しては敵のように追い払うという評判まであった。『カルアシ・チミーのおはなし』はアメリカの読者を喜ばせるために書かれ、イギリスに存在しないクマやアメリカ灰色リスが登場する。
ポターは筆まめな人物で知人やファンの子どもたちに多くの手紙を書いている。『ピーターラビットのおはなし』は手紙に書いた話から生まれたが、他にもいくつかの作品が手紙でのやりとりから生まれている。ジェーン・モースの『 Beatrix Potter's Americans 』(Horn Book, 1982) や、ジュディ・テイラーの『 Beatrix Potter's Letters 』 (Frederick Warne, 1989) には、そうしたたくさんの手紙が収められている。テイラーが Beatrix Potter's Letters を執筆するにあたって収集した手紙は1,400通あまりであった。これだけの数の手紙が保存されていた理由には、電話のない時代であり、ポターが手紙を書くことを好んだのも一つの理由であるが、受け取った人間が大切に保存するほどポターの手紙が魅力的であったことも大きい。後述するようにポターが子ども嫌いだったかについては議論があるが、さくまゆみこは「子どものことを相当好きでなければここまでは出来ないだろう」と述べている。
ポターには子どもがいないため、子どもが嫌いだったとよく言われていた。当時子どもだった近所に住んでいた女性は、飛んでいったボールを取ろうと石垣をよじ登っていたところ、「おてんば娘！」と叱られた話を紹介している。また別の男性は「特定の子ども、特に女の子しかかわいがらなかった」と述べている。都市部からキャンプにやって来るガールガイドには優しかったようで、こうした違いを伝農浩子は、しつけの良くない村の子には厳しく、ポターと同じ窮屈な環境で育った子には優しかったのではないかと述べている。一方、ヒル・トップ農場を購入してから1年ほど経った頃に執筆された『こねこのトムのおはなし』の献辞は「すべてのいたずら坊主に―特に、わが家のへいの上にとびのるいたずら坊主たちへ」と近所の子どもたちへ捧げられている。この本は、やんちゃな子猫たちとそれを行儀よく振舞わせようとする母ネコが登場し、言う事を聞かない子猫たちのせいで母ネコが恥をかく話である。吉田新一は、ポターは子どもというものは大人の言う事を聞かないものだと分かっており、作中でも母親の振る舞いを諷刺して笑いものにしているのだから、やはりポターは子どもの味方だろうと述べている。伝農も、自分と違い自由に飛び回る子どもたちに、ポターはうらやましく思いながらもどう接していいか分からず、厳しい態度に出てしまったのかもしれないともしている。また、ポターは子どもたちの期待を裏切らないためにウサギを常に飼っていたという。

### 自然・動物との関わり
ポターは幼い頃からウサギ、ハツカネズミ、ハリネズミ、リス、カエル、トカゲ、ヘビ、カメ、コウモリなど、ちょっと変わったものまでペットとして飼い、よく観察しスケッチに残している。こうしたペットたちを非常に可愛がり、ハツカネズミのハンカ・マンカがシャンデリアから落ちて死んだときは、「自分の首が折れた方が良かった」とまで言っている。こうした動物たちへの愛情とは別に農場経営者の顔も持ち、動物たちを出荷する時期が来ると、非情ともいうべき態度で動物たちの選別を行ったという。
親しくしていたローンズリーが共同設立者であったことから、設立間もないナショナル・トラストには生前から積極的に支援を行っている。ニア・ソーリーは生前にポターによって多くの土地が購入されており、死後ナショナル・トラストに寄贈されたため、当時の風景が保存されている。1929年には4000エーカーの土地が売りに出されたが、ナショナル・トラストは世界恐慌のため寄付が集まらず資金不足に陥っていた。ポターはナショナル・トラストに寄付するため、これを一括で購入している。また、文化の保全にも尽力し、廃れていたカントリーダンスが再流行するきっかけもポターにあったという。死後はその遺言により4000エーカー以上の土地をナショナル・トラストに寄贈している。ポターは『まちねずみジョニーのおはなし』にもあるとおり、都会よりも田舎を好んでおり、ポターにとって都会であるロンドンは「束縛の象徴｣であり、ニア・ソーリーは「人格的独立の象徴」であったと猪熊葉子は考察している。またポターの自然保護運動は、幸せな結婚生活と創作活動を支えたかけがえのない場所を守る行動だったと述べている。

### 実業家
ポターはピーターラビットの関連商品を提案したり、積極的に著作権の管理に関わるなど実業家としての一面も持っていた。当時はやっと女性の社会進出も始まったころであり、ポターのように商取引に自ら乗り出して交渉事を行う女性は滅多に存在しなかった。ウォーン社と『ピーターラビットのおはなし』の出版契約を結ぶときには、版権がどちらに帰属するか、自ら確認を行っている。また、弁護士であった父の名前を出しながら交渉に当たっており、暗に誤魔化しが利かないことを仄めかしている。ただし、父ルパートは弁護士の実務をこなしたことがなく、ポターが商売に携わることにも反対であっただろうと思われる。『ピーターラビットのおはなし』が発売されて2年後の1903年には、ポターは人形の販売を提案し、試作品を自らの手で作り上げている。この時は製造業者が見つからず販売までは至らなかったが、ロンドン特許局に意匠登録も行っている。他にもピーターラビットのボードゲーム、陶器、壁紙、文房具、ハンカチなどさまざまな商品化を企画している。商品化にあたっては常にポターが主導権を握っており、ポターは女性企業家のパイオニアだったと評価する声さえある。

## ポター作品の特徴と評価

### 評価
ポターの創作活動は十数年であり、36歳から47歳までの期間に集中している。その長くない時間の中で作り出した作品は、児童文学の最初の古典とも言われ、親子4代にもわたって読み続けられており、子どもも大人も魅了し続けている。石井桃子がアメリカの公共図書館で見たものは、刊行から50年以上経っているにもかかわらず、児童がまずポターの本を手に取る姿であり、ピーターラビットというものは、そこに当たり前のように存在する本であった。猪熊葉子はポターを動物ファンタジーの先駆者と評し、ポターの創作活動が集中した時期をイギリス児童文学史のハイライトと評価している。ピーターラビットは英語からさまざまな言語に翻訳され、2015年の時点では35ヶ国以上の国のことばで読まれている。ただし、世界観が本質的にイギリス的であるため翻訳は容易ではないとの指摘もある。ポターの作品を多数翻訳した石井桃子は、『ピーターラビットのおはなし』を自身の代表作としているが、翻訳には苦心しており出来についても全く満足していないと語り、「満足のいくように外国語に訳せる本ではない気がする」と述べている。1912年にフランス語版が発行されたときは、ポターは考慮すべき点として「俗語は使わず口語であること」「無理して英単語に合わせないこと」を挙げている。1994年に私家版『ピーターラビットのおはなし』初版がオークションに出された際は、その評価額は2万ポンド（およそ300万円）であったという。
ポター自身は「ピーターの長年の人気の秘密はどうもよくわかりませんが、たぶん彼や仲間たちが、生きることにせっせと励んでいるからなのでしょう」と述べている。また1905年にフルーイング・ウォーン夫人に宛てた手紙では、『ピーターラビットのおはなし』は誰かに頼まれて書いたのではなく、元々は身近な一人の子どものために書いたものだからこそ成功したのだろうと述べている。1936年にはウォルト・ディズニーからアニメ化の話もポター本人に持ち込まれているが、この時は長編のアニメーションにするとボロが出るとして断っている。
日本でもポターの作品は人気が高く、本国イギリスやアメリカに次いで人気があるといわれている。大和田（2005）によれば英語以外の言語で全ての『ピーターラビットの絵本』が読めるのは日本語だけである。しかし、吉田新一は日本語に堪能なイギリスの知人から、英語版ではユーモアが感じられる部分も、日本語版ではユーモアが感じられなくなっていると不満を聞かされたという。

### 作品の特徴

#### イラスト
ポターが描く動物たちは擬人化され二本足で立ち上がっており、内容も人間社会と同様の世界が描かれている。その反面、本物の動物らしさも十分に残されている。服を着た動物のキャラクターは、ピーターラビットが登場した20世紀にはすでにありふれたものとなっており、それ自体は当時から珍しいものではなかった。しかし多くの動物を擬人化した作品では、あたかも人間が動物のマスクを被っているかのようであり、動物が人間のように振舞っているポターの作品とは大きく異なっている。吉田新一は「擬人化された彼女のうさぎは、うさぎ性を存分に発揮している」と述べ、また半分動物、半分人間と表現している。また必要以上に動物を可愛らしく描くこともなく、徹底的な観察から写実的に動物を描いている。ハリネズミの観察からは、冬眠は動物自身が制御しており気候の変動によって起こるものではないと、当時信じられていた説を覆す推測まで行っている。あるときは首を切り落としたマムシがのた打ち回るのを2時間も観察し、「マムシというものはほんとうに美しい」と述べている。吉田は、ポターが自然の美しさに感動する美的感覚と科学者の目を持ち合わせていたと述べている。マーガレット・レインは、ポターは科学者の目と、その動物の習性を翻訳し物語に取り入れる詩的才能を持っていたと評している。また、愛らしいキャラクターとは裏腹に「おまえたちの おとうさんは あそこで じこにあって マグレガーさんのおくさんに にくのパイにされてしまったんです」に代表されるように、現実的でシビアな話が多いのも特徴である。ポターの作品は水彩で描かれているが、子どもの頃にはポターは油絵も習っている。しかし、ポターは油絵のレッスンを「自分にとってマイナスになるのではないか」と思うほどに嫌がっている。猪熊葉子はポターの残した作品を見て、ポターは油絵には向いていなかったのではないかとしている。ポターは幼い頃からいくつものスケッチを描いたが人物に関するものは少なく、あまり上手ではなかった。『ピーターラビットのおはなし』を商業出版する際には、弟のバートラムから物語に登場するマグレガーの鼻が耳に見えると茶化されており、ポター自身も人物の描き方を学ばなかったと記している。

#### テキスト

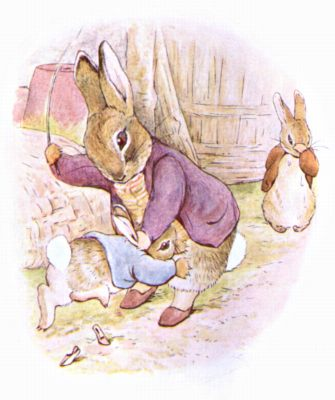
ピーターを鞭打つバニー氏―『ベンジャミンバニーのおはなし』より

ポター作品の文章は簡潔であるが洗練された文体となっている。これはシェイクスピアの作品を暗唱したことや、欽定訳聖書を繰り返し読むことで鍛えられていったという。翻訳を行った石井桃子は、ポターの作品は、単純で正確・緻密であり、無駄のない極めて単純な文章であり、翻訳に非常に苦労したと述べている。子どもに理解しやすい言葉だけで記述されているわけではなく、子どもに難しい言葉も作品にはたびたび登場し批判の対象ともなっている。ポターはたとえ難解な言葉であっても最適な言葉であれば避けずにあえて使用し、言葉の意味は絵で理解できるようになっている。たとえば「悔い改める」という言葉の意味が分からなくとも絵を見ることで、どのような行動なのかを理解することが出来るようになっている。吉田新一は絵と文が連携・調和して物語が語られていくのが、ポター作品の特徴のひとつだとしており、たとえば『ベンジャミンバニーのおはなし』では、ネコから隠れようとしたピーターとベンジャミンが籠の中に閉じ込められてしまい、それをベンジャミンの父が救い出すシーンでは、「……かごのところにもどって、むすこのベンジャミンのみみをつかんでかごからひきだし、みじかいむちでぶちました。そのあとで、おいのピーターを、だしました。」という文章になっているが、絵の中では鞭で打たれているのはピーターである。これは文で語られている「ピーターをかごから出した」という話の続きを絵で語っているのである。同じように文字で語られていない部分を絵で説明していく場面は他の作品にいくつも見られる。ポター作品では絵は単なる文の図解や装飾ではなく、絵がサブストーリーを語っていることさえある。このような絵と文の連携はポターが創始したものではなくコールデコットにその源流がある。ビアトリクスの父ルパートはコールデコットのファンであり、家には絵本の原画が存在した。『ジェレミーフィッシャーどんのおはなし』もコールデコットの『かえるくん 恋をさがしに（A Frog He Would A-Wooing Go）』の影響を受けたものである。また友人に宛てた手紙でもポターはコールデコットの作品を絶賛している。

#### 背景
ポターの作品の背景には、ポターの抑圧された少女時代と、そこからの解放を願う思いが存在すると指摘されることが多い。また三宅興子は、ポターの創作活動というものは内的葛藤や問題を解決する箱庭療法と同じものだったのではないかと考察している。ポターの作品には親の言いつけを聞かずに自由奔放に行動する子どもたちが危険な目に遭う話がしばしば存在する。これはヴィクトリア時代における基本的なこどものしつけである「子どもは親の言いつけを守るべし」という教訓を表しているように見える。しかし、親の言いつけを聞かなかった子どもたちは叱られるわけでもなくお仕置きを受けてもいない。つまり、表向きは型に嵌った教訓話であるが、その裏側にポターに出来なかった反抗・冒険を賛美するメッセージが隠されていると考えられている。また、ポターは服装についても不満を持っており、湖水地方で自立するようになってからは、ホームレスに同類と間違われるほど身なりを気にしない生活を送っている。吉田新一はポターにとって窮屈な服装とは束縛と虚栄の象徴であったと述べている。作中には服を着ない動物も表れるが、それはポターの衣装哲学を表していると吉田は考察している。

## ポター作品のモデルとなったウサギ

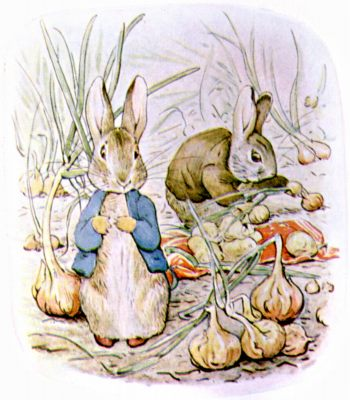
ピーター（左）とベンジャミン（右）―『ベンジャミンバニーのおはなし』より

### ベンジャミン・バウンサー
ベンジャミン・バウンサー（ベンジャミン・バニー）をモデルにしたイラストはポターに初めての収入をもたらした。ポターは18歳のころにロンドンのペットショップでベンジャミンを購入している。ポターはベンジャミンを可愛がり、夏にスコットランドへ3か月間の旅行に行くときも連れて行った。ベンジャミンにひもをつけて散歩をするポターの様子が写真に残されている。ベンジャミンは臆病なくせに猫を追いかけたり、絵の具を食べてしまうようなウサギだったが、容姿端麗であったという。また、バタートーストと甘いものが大好きで、面白がって周りの人間がハッカアメをあげたことから虫歯になってしまったこともある。ポターがとても可愛がっていたためか、ピーターラビットシリーズではピーターよりも活躍の場面は多い。

### ピーター・パイパー
『ピーターラビットの絵本』シリーズ第1作『ピーターラビットのおはなし』のモデルとなったベルギーウサギ。ポターによってペットショップで「法外な値」で購入され、ポターはベンジャミン同様どこに行くにも連れて行き、ピーターに芸まで仕込んでいた。ピーターはベンジャミンよりは落ち着いた性格であったという。ピーターは『ピーターラビットのおはなし』が出来上がる少し前に死亡しており、絵のモデルには別のウサギが用いられている。ポターは手元にあった自費出版の1冊にピーターへの追悼のことばを記している。

## 作品

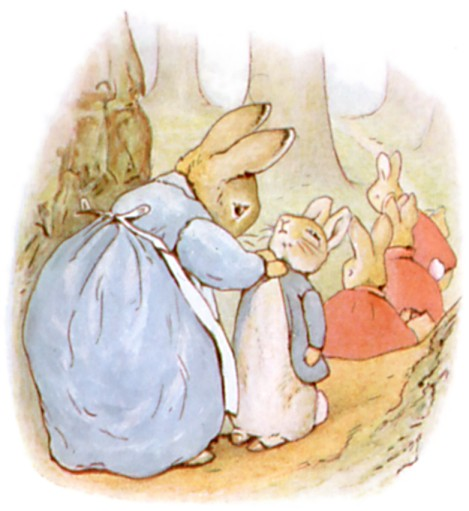
『ピーターラビットのおはなし』

※英語版ウィキソースにおいて作品の本文（英語）が閲覧可能なものには、ウィキソースへのリンクを英文タイトルに施してある。
ピーターラビットの絵本シリーズ
1. 『ピーターラビットのおはなし』(The Tale of Peter Rabbit, 1902)
2. 『りすのナトキンのおはなし』(The Tale of Squirrel Nutkin, 1903)
3. 『グロースターの仕たて屋』(The Tailor of Gloucester, 1903)
4. 『ベンジャミンバニーのおはなし』(The Tale of Benjamin Bunny, 1904)
5. 『2ひきのわるいねずみのおはなし』(The Tale of Two Bad Mice, 1904)
6. 『ティギーおばさんのおはなし』(The Tale of Mrs. Tiggy-Winkle, 1905)
7. 『パイがふたつあったおはなし』(The Tale of the Pie and the Patty-Pan, 1905)
8. 『ジェレミー・フィッシャーどんのおはなし』(The Tale of Mr. Jeremy Fisher, 1906)
9. 『こわいわるいうさぎのおはなし』(The Story of A Fierce Bad Rabbit, 1906)
10. 『モペットちゃんのおはなし』(The Story of Miss Moppet, 1906)
11. 『こねこのトムのおはなし』(The Tale of Tom Kitten, 1907)
12. 『あひるのジマイマのおはなし』(The Tale of Jemima Puddle-Duck, 1908)
13. 『ひげのサムエルのおはなし』(The Tale of Samuel Whiskers, 1908)[注釈 13]
14. 『フロプシーのこどもたち』(The Tale of the Flopsy Bunnies, 1909)
15. 『「ジンジャーとピクルズや」のおはなし』(The Tale of Ginger and Pickles, 1909)
16. 『のねずみチュウチュウおくさんのおはなし』(The Tale of Mrs. Tittlemouse, 1910)
17. 『カルアシ・チミーのおはなし』(The Tale of Timmy Tiptoes, 1911)
18. 『キツネどんのおはなし』(The Tale of Mr. Tod, 1912)
19. 『こぶたのピグリン・ブランドのおはなし』(The Tale of Pigling Bland, 1913)
20. 『アプリイ・ダプリイのわらべうた』(Appley Dapply's Nursery Rhymes, 1917)
21. 『まちねずみジョニーのおはなし』(The Tale of Johnny Town-Mouse, 1918)
22. 『セシリ・パセリのわらべうた』(Cecily Parsley's Nursery Rhymes, 1922)
23. 『こぶたのロビンソンのおはなし』(The Tale of Little Pig Robinson, 1930)

その他の本
1. 『ピーターラビットのぬりえ帖』(Peter Rabbit's Painting BookPeter Rabbit's Painting Book, 1911)
2. 『こねこのトムのぬりえ帖』(Tom Kitten's Painting Book, 1917)
3. 『あひるのジマイマのぬりえ帖』(Jemima Puddle-Duck's Painting Book, 1925)
4. 『ピーターラビットのアルマナック』(Peter Rabbit's Almanac for 1929, 1928)
5. 『妖精のキャラバン』(The Fairy Caravan  (1929)
6. 『妹アン』（挿画：キャサリン・スタージス）(Sister Anne, 1932)
7. 『ふりこのかべかけ時計』(Wag-by-Wall, 1944)
8. 『はとのチルダーのおはなし』（挿画：マリー・エンジェル）(The Tale of the Faithful Dove, 1955)
9. 『ずるいねこのおはなし』(The Sly Old Cat, 1971)[注釈 14]
10. 『2ペンス銅貨のおはなし』（挿画：マリー・エンジェル）(The Tale of Tuppenny, 1973)
11. 『長靴をはいた猫の物語』（挿画:クェンティン・ブレイク）(The Tale of Kitty-in-Boots,2016)
12. 『赤ずきん』（ビアトリクス・ポター 再話、挿画：ヘレン・オクセンバリー（英語版））（Red Riding Hood,2019）

## ギャラリー、ミュージアムなど
- ヒル・トップ - ポターが湖水地方に初めて購入した建物。管理・運営はナショナル・トラスト。遺言に従いポター存命時の状態で保存されている[238]。
- ビアトリクス・ポター・ギャラリー - 元ウィリアム・ヒーリスの弁護士事務所。ウィリアムの遺言によりナショナル・トラストに寄贈。1988年7月よりギャラリーとして開館。ポター作品の原画を鑑賞できる[239][240]。
- アーミット・ライブラリー（英語版） - ポターが描いた菌類の絵を多数所蔵[241][242]。
- ヴィクトリア&アルバート博物館 - 大規模なポターコレクションを収集。コレクションにはレズリー・リンダーより寄贈されたものも含まれる[243][244]。
- The World of Beatrix Potter - ピーターラビットの絵本シリーズをジオラマで体験できるアトラクション。1991年の開館から毎年20万人が訪れ、ヒルトップに継ぐ人気スポットとなっている[245][246]。
- ビアトリクス・ポター資料館 - 埼玉県こども動物自然公園（埼玉県東松山市）内。大東文化大学の設立。

## ポターを演じた人
- レネー・ゼルウィガー　ミス・ポター（2006年公開の伝記映画）